# Thomas Meunier
Thomas André Meunier, född 12 september 1991, är en belgisk fotbollsspelare (högerback) som spelar för Lille. Han representerar även det belgiska landslaget. 2018 var med och tog VM-brons med Belgien.

## Klubbkarriär
Thomas Meunier inledde sin professionella karriär med Virton och debuterade i den belgiska andradivisionen den 31 januari 2009 mot VW Hamme. Inför säsongen 2011/2012 värvades han av Club Brügge och debuterade för klubben i kvalet till Europa League den 28 juli 2011 mot Qarabag. Meunier skulle bli en nyttig tillgång för Club Brügge under fem år och skulle vinna Jupiler Pro League säsongen 2015/2016.
Den 3 juli 2016 värvades Meunier av franska Paris-Saint Germain där han skrev på ett fyraårskontrakt. Han debuterade för klubben den 6 augusti 2016 i den franska supercupen-finalen mot Olympique Lyon. Han vann sammanlagt tre Ligue 1–titlar och nio cuptitlar med PSG. Meunier valde att inte förlänga med klubben efter säsongen 2019/2020. Den 25 juni 2020 värvades Meunier av Borussia Dortmund som bosman där han skrev på ett fyraårskontrakt.
Den 7 februari 2024 blev Meunier klar för Trabzonspor.

## Landslagskarriär
Meunier debuterade för Belgiens landslag den 14 november 2013 i en 2–0-förlust mot Colombia. Han var med i Belgiens trupp vid fotbolls-EM 2016. Han blev även uttagen i den belgiska VM-truppen till Fotbolls-VM 2018 i Ryssland.

## Privatliv
Meunier pratar fyra språk, franska, flamländska, engelska och tyska. Vid sidan av fotbollen har Meunier ett konstintresse. Hans idol som liten var Ronaldo. Han bor i Dortmund och har två barn tillsammans med sin partner Deborah Panzokou.